# Escultures de la Plaça de Catalunya
El conjunt d'escultures de la Plaça de Catalunya fou creat entre 1927 i 1929 per a l'Exposició Internacional de Barcelona. És un dels més grans de la ciutat i esdevé un autèntic museu a l'aire lliure. Està catalogat com a bé d'interès documental (categoria D). La plaça de Catalunya és un dels centres neuràlgics de Barcelona, i es va començar a urbanitzar-se el 1902, tot i que el punt culminant de les obres fou entre 1927 i 1929, de cara a la celebració de l'Exposició Internacional. El 1927 s'organitzà un concurs públic per a decorar la plaça, al qual es va decidir la instal·lació de 28 escultures, d'autors com Eusebi Arnau, Joan Borrell, Enric Casanovas, Josep Clarà, Josep Dunyach, Jaume Duran, Pau Gargallo, Josep Llimona, Frederic Marès, Enric Monjo, Vicenç Navarro, Llucià Oslé, Miquel Oslé, Jaume Otero, Antoni Parera, Josep Tenas i Josep Viladomat.

## Història i descripció

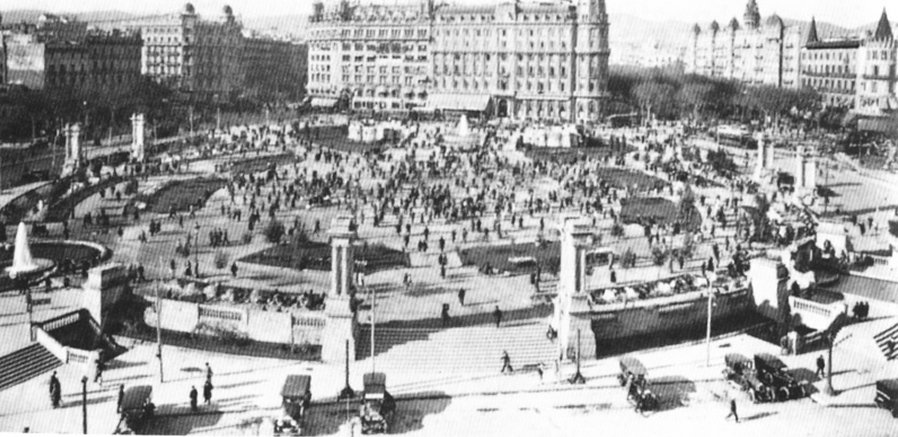
La Plaça de Catalunya el 1927

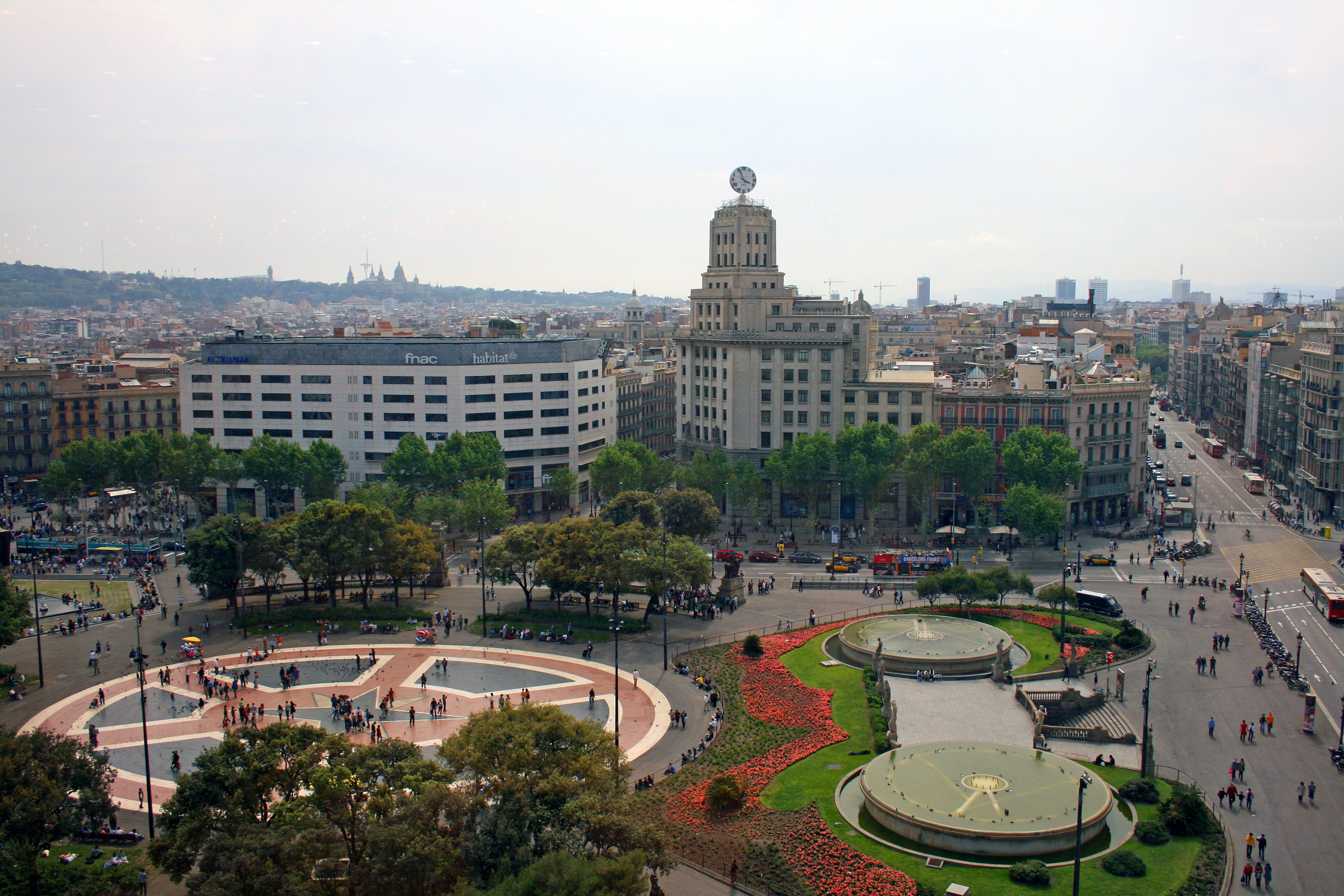
Vista aèria de la plaça

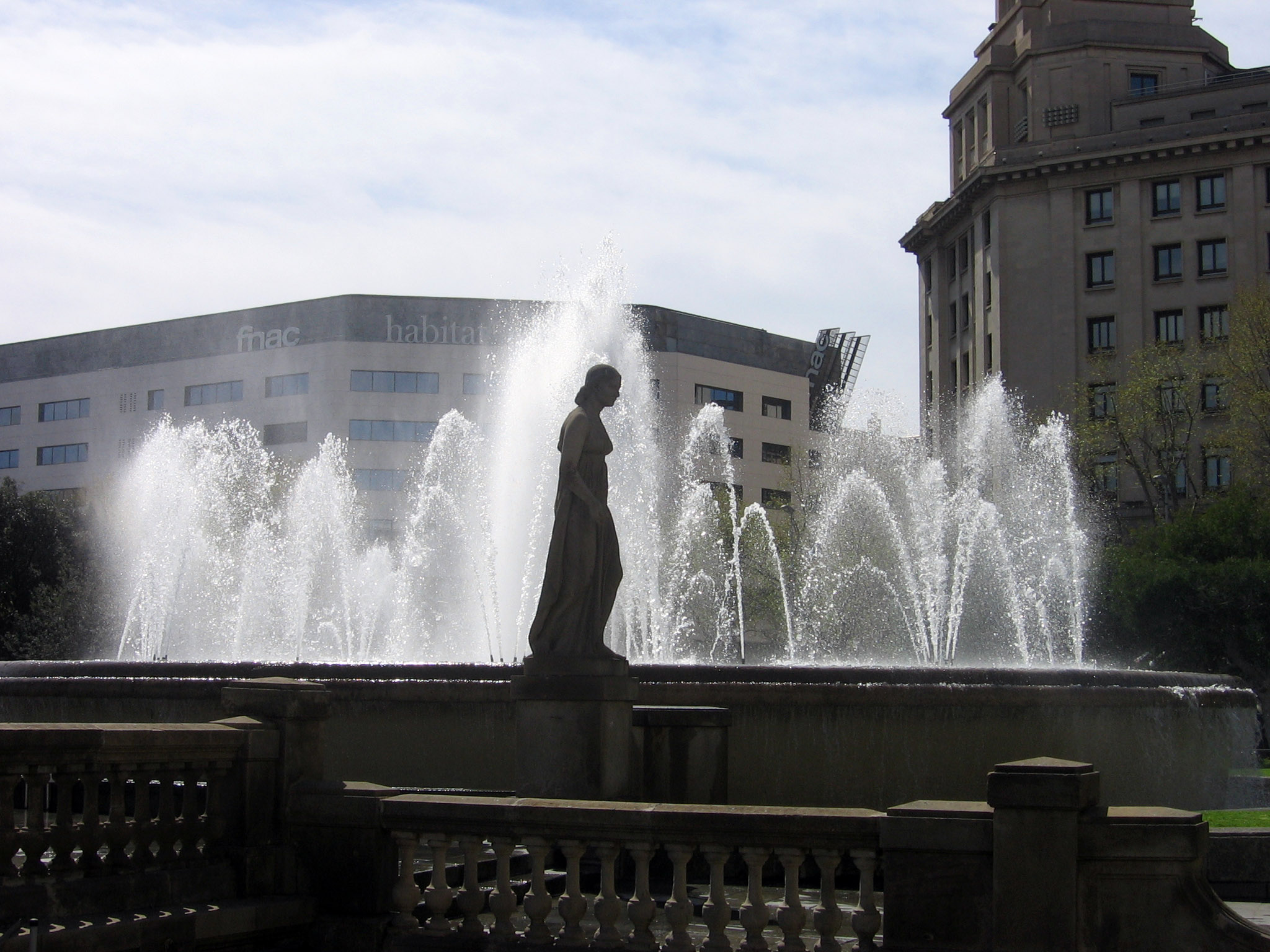
Font ornamental

Plànol de la plaça amb la ubicació de les escultures

La Plaça de Catalunya no figurava al Pla Cerdà i li fou afegida per l'Ajuntament de Barcelona com a nexe d'unió entre la Ciutat Vella i el nou Eixample sorgit després de l'enderrocament de les muralles medievals. Des del 1860, s'hi van construir cases i llocs d'esbarjo com circs i teatres més o menys permanents. Per a l'Exposició Universal de 1888 s'hi van fer algunes tasques de jardineria i es va instal·lar un estany amb brollador al centre de la plaça. Entre finals del segle xix i començaments del xx es van anar expropiant els terrenys ocupats per diverses construccions, i el 1902 s'hi va fer la primera intervenció efectiva, en forma de camins i parterres, amb un traçat en forma d'aspa.
Des de llavors es van anar plantejant diversos projectes d'urbanització que no van arribar a bon port, el darrer dissenyat per Josep Puig i Cadafalch el 1915. Finalment, el 1923 es va organitzar un concurs de projectes entre professors de l'Escola d'Arquitectura, i el 17 de febrer del 1925 fou escollit l'elaborat per Francesc Nebot, director de l'Escola i tinent d'alcalde d'Obres Públiques, al davant d'un equip format per Pere Domènech i Roura, Enric Catà, Eugeni Pere Cendoya, Félix de Azúa i Antoni Darder. Les obres es van iniciar el 1926, i el gener de 1927, Nebot va dimitir com a director perquè el consistori va rebutjar la seva intenció de situar-hi a la part alta un templet amb columnata decorat amb escultures femenines. Fou substituït per Joaquim Llansó, ajudat per Josep Cabestany i Nicolau Maria Rubió i Tudurí.
Finalment, la plaça fou inaugurada per Alfons XIII el 2 de novembre de 1927 sense la decoració escultòrica. Per aquest motiu, es va convocar un concurs públic aquell mateia any, amb un jurat format per polítics i tècnics municipals i una representació de les principals entitats artístiques de la ciutat. S'hi van presentar 90 projectes, dels quals es van escollir els grups al·legòrics de la Saviesa i el Treball dels germans Oslé per a figurar enfront de les Rambles; tres al·legories de les províncies catalanes: Barcelona, de Marès; Girona, de Parera; i Lleida, de Borrell (la de Tarragona s'encarregà fora de concurs a Jaume Otero); 16 estàtues de pedra per al templet amb columnata dissenyat per Nebot, amb obres de Viladomat, Tarrach, Clarà, Llimona, Casanovas, Dunyach, Navarro, Arnau i Gargallo; i 12 estàtues i alts relleus per a les fornícules de la plaça, dels artistes Llimona, Navarro, Arnau, Tenas, Duran, Monjo, Gargallo, Alsina, Tarrach, Renart, Rebull i Soto. Malgrat tot, per la «notòria diferència d'estil amb la resta de la plaça» les obres dels cinc darrers van ser finalment rebutjades el març de 1928, i substituïdes per unes altres de Monjo, Marès, Otero, Parera i Borrell. Per altra banda, la no construcció del templet superior va provocar que al maig de 1929 vuit de les setze escultures previstes per a aquest espai finalment no es col·loquessin, mentre que la resta es van ubicar a una terrassa que va substituir el templet. En darrer lloc, es va aprovar la col·locació de La deessa de Clarà, un encàrrec fora del concurs.
Amb relació a aquest conjunt, alguns canvis realitzats sobre la marxa al projecte original van motivar la substitució de diverses peces i el seu trasllat a altres zones de la ciutat. Un dels motius principals fou l'anul·lació del templet projectat per Nebot, motiu pel qual algunes de les escultures confeccionades per a aquest element foren recol·locades en diferents indrets: quatre d'elles, executades per Eusebi Arnau, Josep Llimona, Enric Casanovas i Àngel Tarrach, van ser instal·lades al mur d'entrada del Palau Reial de Pedralbes; dues altres, de Josep Dunyach (Deessa) i Vicenç Navarro (La nit), foren col·locades al Parc de la Ciutadella; i dues més, Fertilitat, de Josep Clarà, i La veremadora, de Pau Gargallo, als Jardins de Miramar, a Montjuïc. Un altre dels motius de l'excedent d'obres fou la decisió que tots els grups escultòrics de la plaça fossin realitzats en bronze (excepte els de la terrassa superior, que ho foren en pedra), amb el resultat que algunes obres que ja havien sigut executades en pedra van haver de repetir-se, i les sobrants foren reubicades: es tracta de Lleida, de Manuel Fuxà, i Tarragona, de Jaume Otero, que van ser instal·lades a l'Avinguda Diagonal, enfront del Palau Reial de Pedralbes. En darrer lloc, l'obra titulada Marinada o Dansarina, d'Antoni Alsina, fou situada als Jardins de l'Umbracle, al Passeig de Santa Madrona de Montjuïc, en aquest cas per tractar-se d'un nu femení que no va ser vist amb bons ulls per la moral imperant al moment.
La plaça té forma de quadrilàter irregular, més ample per la seva part meridional que per la septentrional. Al costat de muntanya, on havia d'anar el templet dissenyat per Nebot, s'instal·là una terrassa situada a un nivell lleugerament superior al de la resta, on es van ubicar vuit estàtues escollides d'entre les setze previstes inicialment per a aquest indret, totes de pedra, situades sobre peanyes o sobre les baranes de la terrassa, quatre encarades cap a muntanya: Maternitat, de Navarro; Noia, de Dunyach; Pastor del flabiol, de Gargallo; i Navegació, d'Arnau, i quatre cap al mar: El forjador, de Llimona; Dona amb nen i flabiol, de Viladomat; Figura femenina, de Casanovas; i Joventut, de Clarà. També hi havia la font Nens cavalcant peixos de Marès, traslladada el 1961 a la cruïlla de la Gran Via i de la Rambla de Catalunya, mentre que el 1959 s'hi van instal·lar les fonts ornamentals dissenyades per Fernando Espiau Seoane.
La resta d'escultures, totes de bronze, es troben repartides al llarg d'una balustrada de forma oval situada a l'interior de la plaça, envoltada d'alzines i que circumda el mosaic central. Estan ubicades en peanyes o fornícules situades en uns alts pilars de columnes apariades, dels que n'hi ha dos entre cada grup emplaçat sobre pedestal. Aquests pilars tenen també uns relleus amb escuts de les capitals catalanes, obra d'Antoni Agramunt Marsal. Les obres són les següents, en el sentit de les agulles del rellotge des de la cruïlla entre el Passeig de Gràcia i la Ronda de Sant Pere: Barcelona, de Marès; Montserrat, d'Arnau (costat de muntanya), al mateix pilar que Figura femenina, de Llimona (costat de mar); Hèrcules, de Parera (muntanya), emplaçat amb Dona amb àngel, de Navarro (mar); Tarragona, d'Otero; Font dels sis putti, d'Otero (encarada al Portal de l'Àngel); Lleida, de Borrell; Dona amb imatge de la Mare de Déu, de Monjo (costat de Besòs), al pilar que forma parella amb L'esperit popular, d'Otero (costat Llobregat); Pastor de l'àliga, de Gargallo (Besòs), ubicat amb Pomona, de Monjo (Llobregat); Saviesa, de Miquel Oslé; Treball, de Llucià Oslé; Emporion, de Marès (cara al mar), al revers del Pescador, de Tenas (cara a muntanya); Dona, de Borrell (mar), emparellat amb Montseny, de Duran (muntanya); i Girona, de Parera. En darrer lloc, a l'angle sud-est de la plaça, enfront de la Rambla, hi ha La deessa de Clarà (substituïda el 1982 per una còpia, ja que l'original fou instal·lat al vestíbul de la Casa de la Ciutat) dintre d'un estany, i al seu costat s'instal·là el 1991 el Monument a Francesc Macià de Subirachs. El 1993 van ser substituïdes per còpies la Joventut de Clarà i el Pastor del flabiol de Gargallo, a causa del seu estat de deteriorament.
Cal assenyalar que entre novembre i desembre de 1928 diverses associacions religioses i de pares de família van llançar una campanya moralitzant en contra de l'excés de nus al conjunt de la plaça, que fou contestada entre desembre de 1928 i gener de 1929 per diverses associacions artístiques, incloent-hi un grup de dames catòliques que opinaven «ridícul considerar el nu a l'art com a obra obscena». Tot i així, la campanya moralitzant va provocar la retirada de La deessa de Clarà per uns mesos, per bé que posteriorment va ser retornada al seu lloc. El seu principal èxit fou l'exili de la Marinada d'Antoni Alsina a un lloc apartat a la muntanya de Montjuïc (aquest escultor es va quedar sense obra a la plaça, ja que una altra de les inicialment aprovades, Els bous de l'abundància, havia estat descartada per raons estilístiques, i després d'un temps guardada en un magatzem, actualment es troba al Parc de l'Espanya Industrial). Per altra banda, algunes de les obres van ser mutilades, com la primera versió del grup Tarragona d'Otero, que presentava un nu femení integral que es va haver de cobrir amb un drapejat al pubis, mentre que un angelot nu que hi havia sobre un dofí fou eliminat.
El 1937 s'hi va col·locar un Monument al soldat desconegut, obra de Miquel Paredes, que fou retirat al cap de dos anys per les noves autoritats franquistes.

Escultures descartades de la plaça
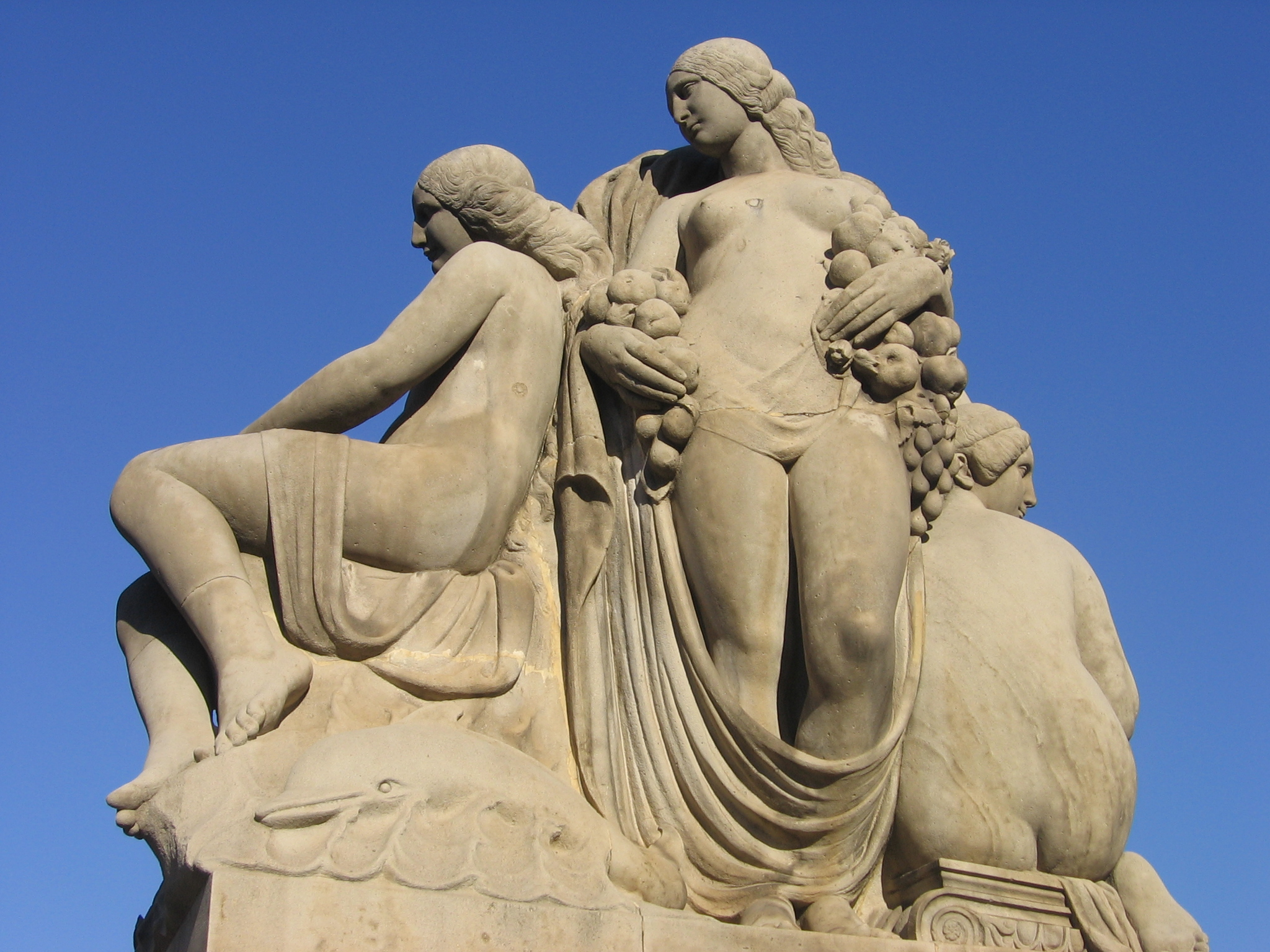
Tarragona, de Jaume Otero, Avinguda Diagonal.
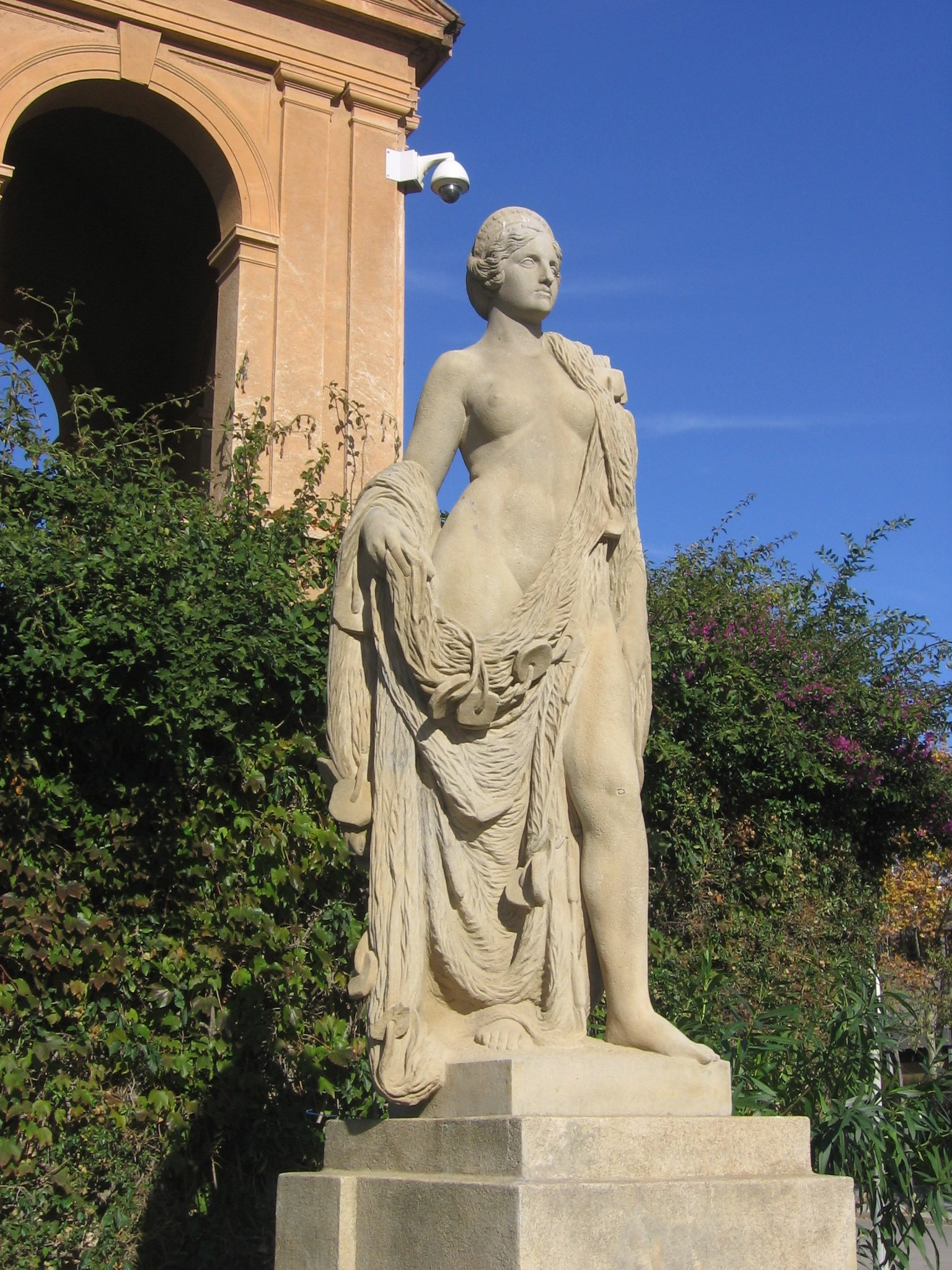
Marina, d'Eusebi Arnau, Palau Reial de Pedralbes.
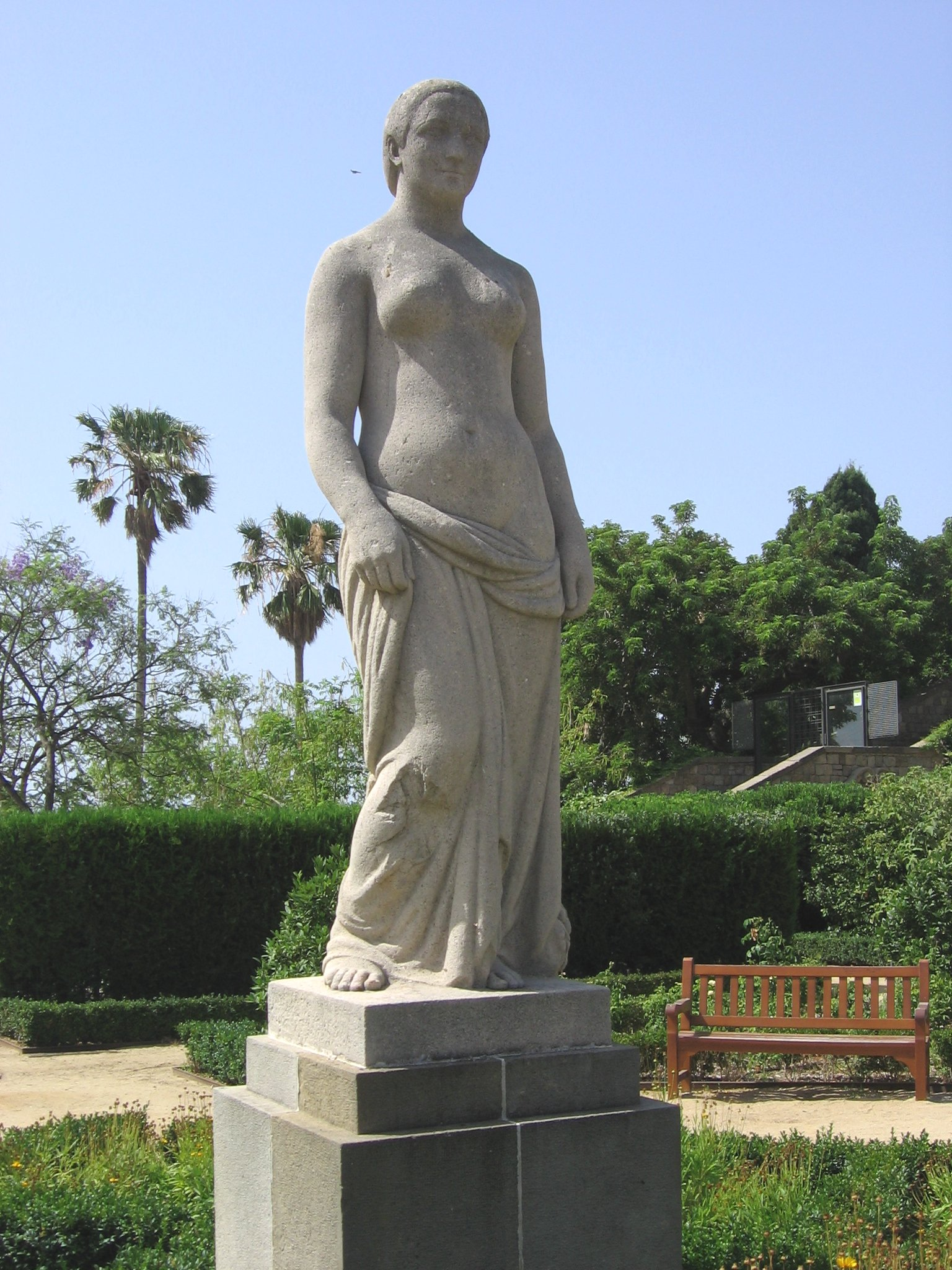
Fertilitat, de Josep Clarà, Jardins de Miramar.
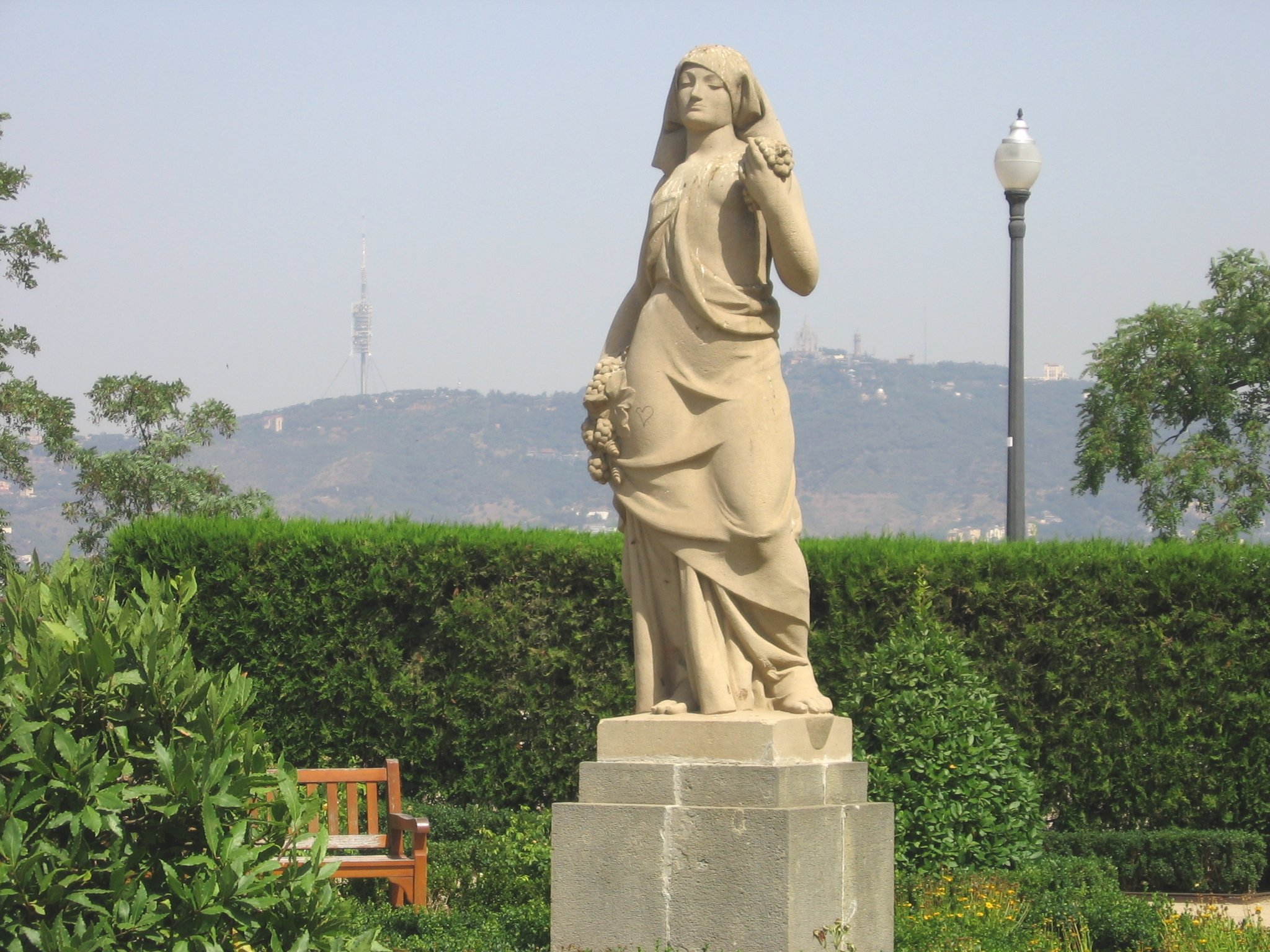
La veremadora, de Pau Gargallo, Jardins de Miramar.
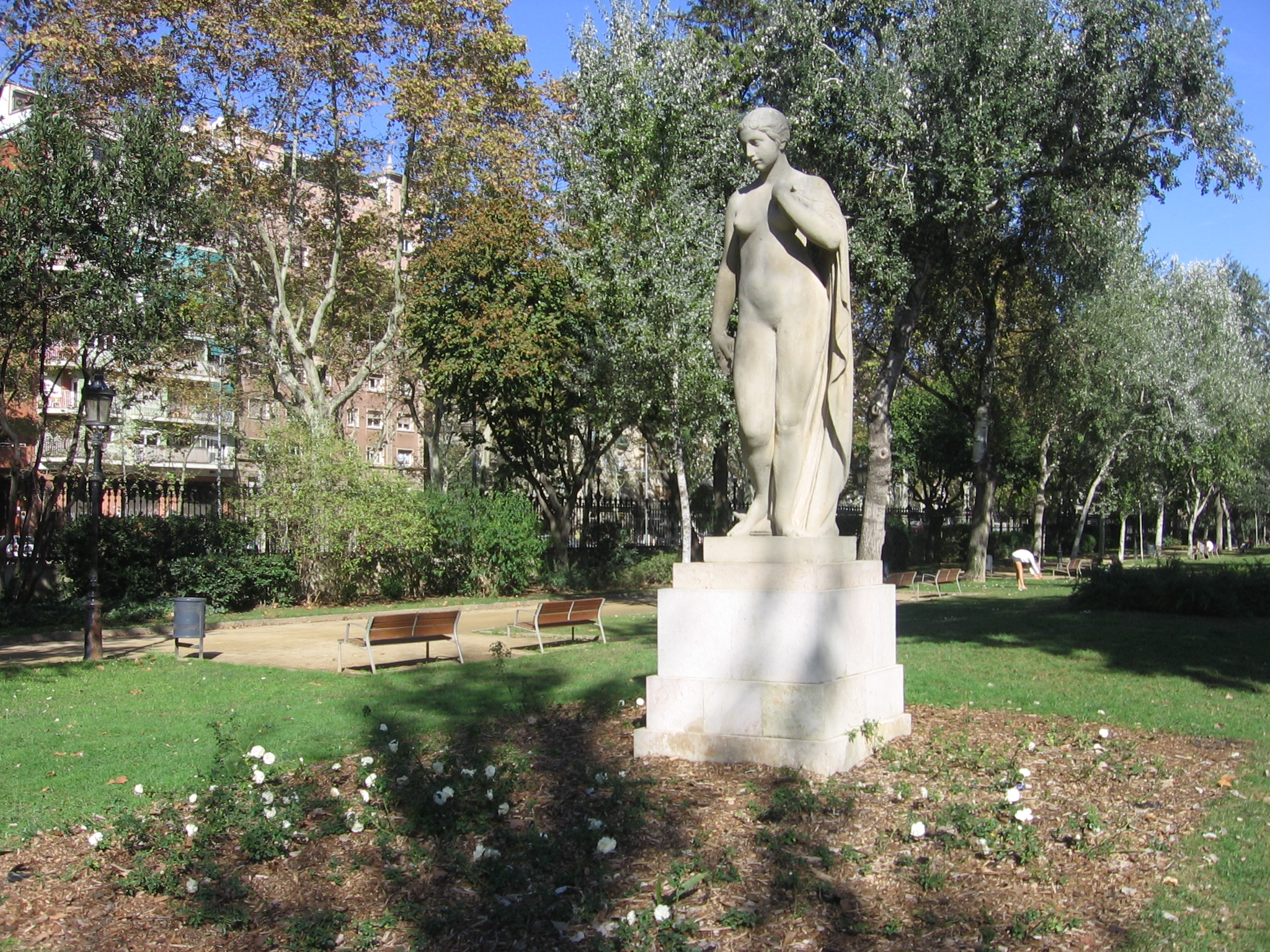
Deessa, de Josep Dunyach, Parc de la Ciutadella.
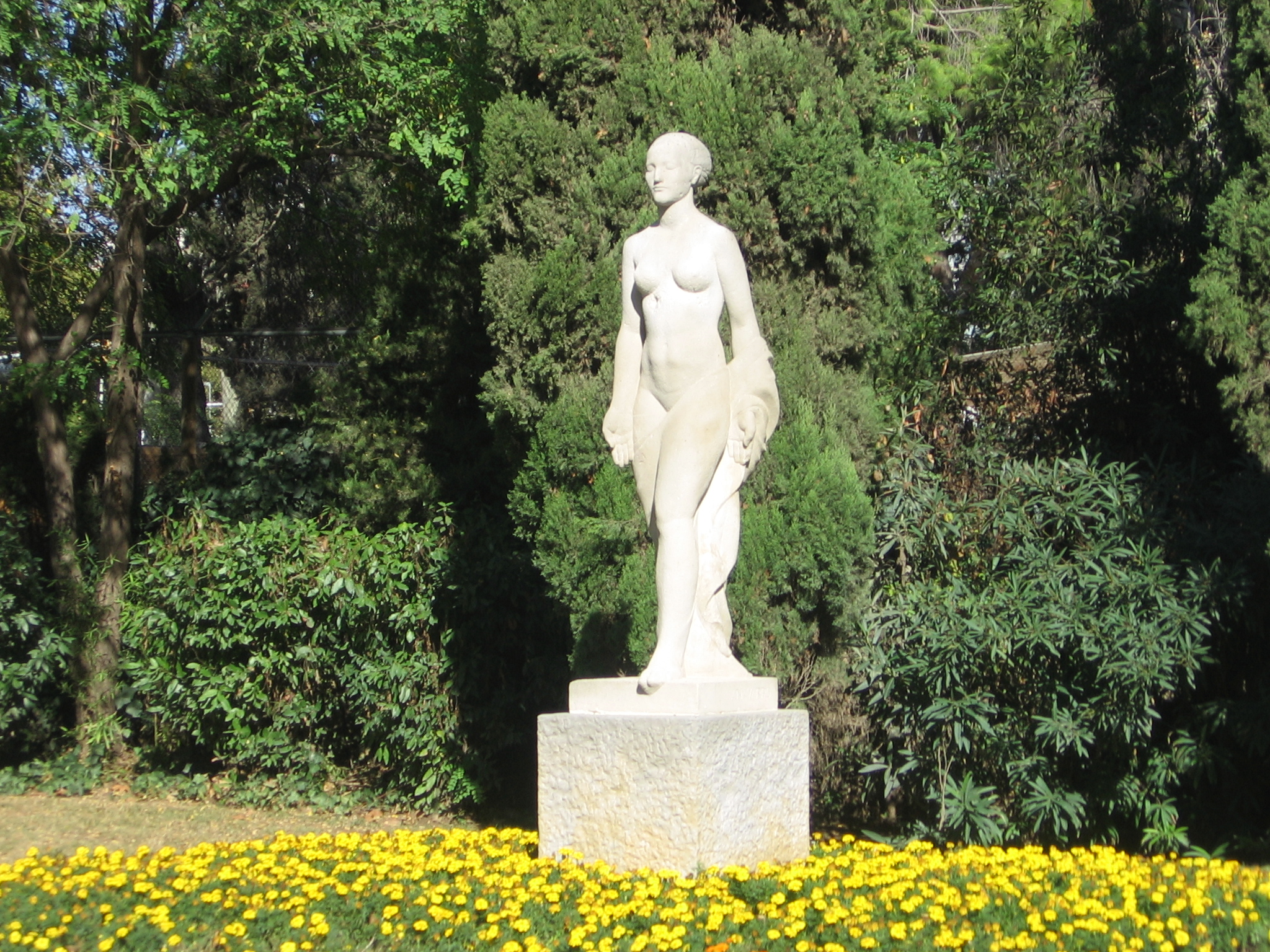
La nit, de Vicenç Navarro, Parc de la Ciutadella.
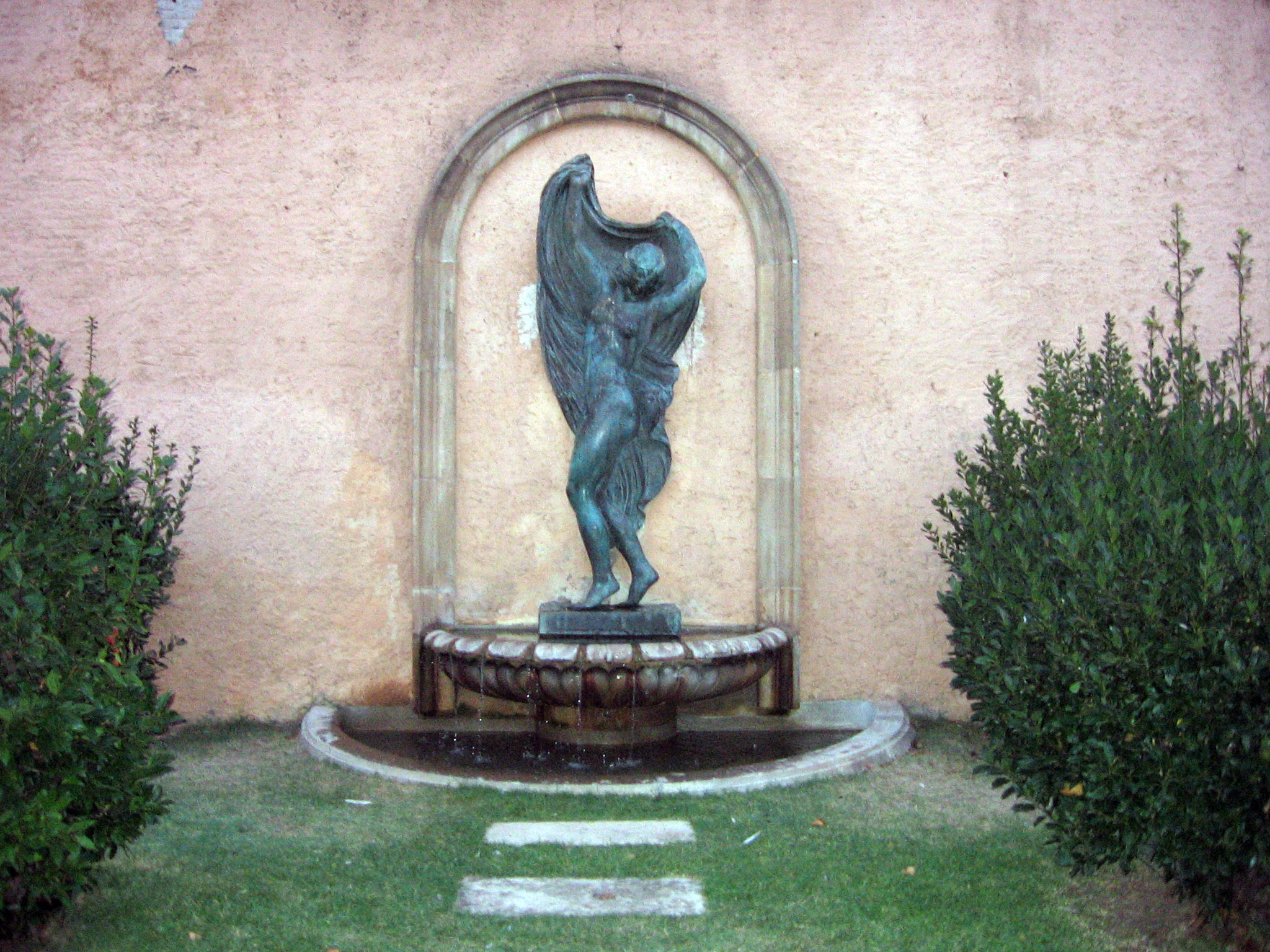
Marinada, d'Antoni Alsina, Jardins de l'Umbracle, Montjuïc.

## Llista d'escultures
| Nom                               | Autor                 | Material                                              | Dimensions          | Descripció | Foto |
| --------------------------------- | --------------------- | ----------------------------------------------------- | ------------------- | --- | ---- |
| Maternitat                        | Vicenç Navarro        | Pedra                                                 | 2,73 x 0,92 x 1     | És una de les figures situades a la terrassa superior, de les que originalment havien d'anar al templet dissenyat per Nebot per a la plaça. En anul·lar-se el projecte, restà com a escultura exempta, situada sobre un pedestal i mirant cap al costat de muntanya de la plaça. Es tracta d'una al·legoria de la maternitat, representada per una dona amb el tors nu i una túnica que la cobreix de cintura cap avall, i que sosté un nen als seus braços. Aquest tema estava de moda a l'època, relacionat en general amb el conservadorisme, no endebades es tractava d'un encàrrec oficial d'unes institucions emanades de la dictadura de Primo de Rivera. Navarro va realitzar dues altres obres per a la plaça, Dona amb àngel i La nit, tot i que aquesta darrera fou instal·lada finalment al Parc de la Ciutadella. |      |
| Noia                              | Josep Dunyach         | Pedra                                                 | 2,78 x 0,85 x 0,70  | Com l'anterior, està al costat de muntanya de la terrassa, sobre un pedestal. Es tracta d'una noia jove vestida amb una túnica cenyida sota el pit, en actitud de caminar, amb un moviment que fa que se li obri la túnica i mostri la cama esquerra. Les formes de la noia són robustes, seguint el cànon estètic del noucentisme, influït en l'escultura de caràcter mediterrani d'Aristide Maillol. Dunyach va realitzar per a la plaça una altra escultura, La deessa, que finalment fou rebutjada i acabà al Parc de la Ciutadella. |      |
| El Forjador                       | Josep Llimona         | Pedra                                                 | 2,47 x 1,11 x 1,03  | Ubicada al costat orientat cap al mar de la terrassa, sobre pedestal, aquesta figura és l'única juntament amb La deessa de Clarà que no van ser creades per al concurs de 1927. L'obra és del 1914, data en què fou premiada a l'Exposició Internacional d'Art de Brussel·les. De la mateixa obra existeixen dues rèpliques en bronze, una situada a la Plaça de l'Univers, dins del recinte de la Fira de Mostres de Montjuïc, i una altra al vestíbul de l'Escola del Treball. L'estàtua representa un obrer amb el pit nu i un davantal que li cobreix la part inferior del cos, i que sosté a les seves mans un martell i un cisell. L'estil donat a la figura és naturalista, amb una clara influència de l'escultor belga Constantin Meunier, pel que es diferencia de la resta del conjunt de la plaça, més marcadament noucentista. Llimona va executar dues altres figures femenines, una situada en una fornícula de la plaça, i una altra que fou traslladada al Palau Reial de Pedralbes . |      |
| Dona amb nen i flabiol            | Josep Viladomat       | Pedra                                                 | 2,80 x 0,91 x 0,70  | Aquesta obra, també anomenada Maternitat, es troba al costat que mira al mar de la terrassa. És una figura femenina semi-nua, que sosté a les seves mans un flabiol, mentre que al seu costat hi ha un nen nu, i als peus hi té un corn de l'abundància. L'estil emprat en aquesta obra és d'un cert barroquisme temperat per la influència classicista del noucentisme imperant, cosa que es denota per una figura més estilitzada que les arrodonides formes de l'escultura noucentista. |      |
| Figura femenina                   | Enric Casanovas       | Pedra                                                 | 2,81 x 1,08 x 0,80  | Al costat de mar, com l'anterior, és la figura d'una dona amb el tors nu que es recull el cabell sobre l'espatlla amb la mà esquerra. Als seus peus es troba un petit dofí. Aquesta obra s'emmarca en l'habitual estil mediterraneista de Casanovas, que el combinava amb un cert aire arcaïtzant que conferia a les seves obres un segell d'innocència virginal. Aquest escultor va elaborar una altra figura destinada al templet previst per a la plaça, que en no realitzar-se aquest fou col·locada al Palau Reial de Pedralbes. |      |
| Joventut                          | Josep Clarà           | Original de pedra sorrenca, còpia de pedra artificial | 2,97 x 0,79 x 0,70  | Situada al costat de mar, representa una jove nua coberta tan sols per una túnica des del ventre cap avall, amb els braços aixecats i creuats sobre la nuca. És un dels nus més explícits de la plaça, pel que fou objecte de crítiques moralistes. Quan va enllestir aquesta obra el 1928, Clarà l'envià a l'exposició del Saló de les Teuleries de París, d'on en tornà per col·locar-la definitivament a la plaça el 1929. Aquesta obra fou substituïda per una còpia el 1993, ja que, així com la majoria d'escultures de la terrassa són de pedra de Montjuïc, en ser confeccionada aquesta en pedra sorrenca, de menor qualitat, estava més erosionada per la intempèrie, especialment per l'aigua de les fonts que té al costat. Clarà fou autor també a la plaça de La deessa, així com de Fertilitat, que fou situada als Jardins de Miramar . |      |
| Pastor del flabiol                | Pau Gargallo          | Original de pedra sorrenca, còpia de pedra artificial | 2,70 x 0,90 x 0,90  | De nou al costat de muntanya, aquesta obra representa un pastor tocant un flabiol, mentre que amb la mà esquerra sosté un borrec, i als seus peus es troba un xai. A aquesta figura, d'estil realista i aire clàssic, Gargallo s'allunyà de la seva producció avantguardista d'aleshores, centrada en l'experimentació amb planxes de ferro i formes geomètriques, en un estil amb certes reminiscències cubistes. Per al conjunt de la plaça va realitzar una altra figura de pastor, el Pastor de l'àliga, així com La veremadora, aquesta darrera finalment instal·lada als Jardins de Miramar. El pastor del flabiol fou substituïda per una còpia el 1993, igual que la Joventut d'en Clarà. En el procés de confeccionar el motlle per a la còpia, es va fer una rèplica en bronze que va ser col·locada a la Plaça del Doctor Emili Mira, a suggeriment de la filla de Pau Gargallo. |      |
| La Navegació                      | Eusebi Arnau          | Pedra                                                 | 2,90 x 1,08 x 0,90  | La darrera obra de la terrassa està orientada cap a muntanya. És una al·legoria de la navegació, en forma de matrona vestida amb túnica i coberta amb una còfia, que subjecta un timó amb la seva mà dreta. De formació modernista, Arnau va executar aquesta obra en un estil plenament classicista. Aquest escultor feu també una altra obra per a la plaça, la Montserrat, així com una Marina que fou de les descartades i emplaçada finalment al Palau Reial de Pedralbes. |      |
| Barcelona                         | Frederic Marès        | Bronze                                                | 3,50 x 1,20 x 2,52  | Es tracta d'un grup sobre pedestal, encarat cap a la cruïlla Passeig de Gràcia / Ronda de Sant Pere. És un dels quatre dedicats a les províncies catalanes, un dels encàrrecs específics del concurs de 1927. Aquest conjunt està format per una figura femenina nua asseguda sobre un cavall, amb els braços aixecats, amb què sosté un vaixell; i, de peu junt al cavall, un home semi-nú cofat amb un casc amb ales, i una roda dentada a la mà. Pel casc alat cal deduir que aquesta figura representa el déu Hermes (Mercuri per als romans), que entre altres coses solia al·ludir al Comerç, mentre que la roda dentada simbolitza la Indústria. La dona és una al·legoria de la Navegació, pel que el conjunt de l'obra és un compendi d'aquests tres elements, com els motors fonamentals sobre els que s'havia forjat l'economia de la ciutat al llarg de la història. Els treballs del metall foren de la Foneria Hijo de Esteban Barberí, d'Olot. Marès va realitzar per a la plaça una altra obra, titulada Emporion, i una font anomenada Nens cavalcant peixos, que fou traslladada el 1961 a la cruïlla de la Gran Via amb la Rambla de Catalunya. |      |
| Montserrat                        | Eusebi Arnau          | Bronze                                                | 2,25 x 1,07 x 0,60  | Aquesta figura es troba a una fornícula del pilar que mira a muntanya del costat Besòs de la plaça. Com la resta de figures situades en nínxols, es tracta d'un alt relleu, pel que tan sols presenta la part frontal de la figura. L'obra representa un vell semi-nú, probablement el monjo anacoreta Fra Joan Garí, el qual sosté a la seva mà dreta una imatge de la Mare de Déu de Montserrat. Al pedestal es troba l'escut de Lleida. Aquesta obra va ser fosa a Codina Hermanos, Madrid. |      |
| Figura femenina                   | Josep Llimona         | Bronze                                                | 2,60 x 0,93 x 0,45  | Es troba al mateix pilar que l'anterior. Es tracta d'una figura de dona sense especials atributs, recolzada sobre el peu dret i amb la cama esquerra doblegada, en posició de contrapposto. Està vestida amb túnica i mantell, que agafa amb els braços, un sobre l'espatlla i l'altre sobre un pit, mentre que el segon pit li surt de la roba. A la base es troba l'escut de Barcelona. La foneria fou la d'Esteban Barberí (Olot). |      |
| Hèrcules                          | Antoni Parera         | Bronze                                                | 2,65 x 1,31 x 0,50  | Se situa a la pilastra que mira al mar del costat Besòs de la plaça. Representa l'heroi mitològic Hèrcules semi-nú, amb un mantell sobre l'esquena, un plec del qual li cobreix els genitals. Té els braços aixecats sostenint una roca. La presència d'aquest personatge pot al·ludir a l'obra de Jacint Verdaguer L'Atlàntida, ja que segons aquest escriptor el semidéu fou el fundador de Barcelona. A la seva part inferior es troba l'escut de Girona. Fou fosa a Gabriel Bechini (Barcelona). |      |
| Dona amb àngel                    | Vicenç Navarro        | Bronze                                                | 2,66 x 0,97 x 0,40  | Aquesta obra està al revers de l'anterior. Es tracta d'una dona semi-nua que sosté als seus braços la figura d'un àngel, amb un tractament clàssic de les formes. Navarro tenia afecció per les figures d'àngels, que incloïa sovint a les obres que feia. Sota l'escultura està representat l'escut de Tarragona. Fou fosa a Tanagra-M. Gimeno (Blanes). |      |
| Tarragona                         | Jaume Otero           | Bronze                                                | 2,45 x 1,46 x 1,98  | Aquest grup s'ubica enfront de la cruïlla Fontanella / Portal de l'Àngel. És un dels quatre dedicats a províncies catalanes, que Otero va realitzar primer en pedra, fins que se li va requerir que el fes en bronze —la versió en pedra fou col·locada a l'Avinguda Diagonal, enfront del Palau Reial de Pedralbes. El grup està format per un home assegut, una adolescent amb un cistell de fruites i tres dones, dues dempeus i una asseguda. També hi ha al·lusions a la Mediterrània, en forma d'un peix i una xarxa de pescadors. L'estil és marcadament clàssic, amb una certa estilització de les formes i gust pel decorativisme. Foneria: Gabriel Bechini (Barcelona). |      |
| Font dels Sis Putti               | Jaume Otero           | Bronze                                                | 3,90 x 23,20 x 8,16 | Construïda el 1926, fou el primer element escultòric col·locat a la plaça. Està orientada cap al Portal de l'Àngel. Es tracta d'una font amb una petita cascada, decorada, com el seu títol indica, per sis figures de putti, quatre entorn de la font i dos sota uns arcs a la seva part superior. A la paret del fons s'hi mostra el naixement de Venus, a l'arc central del mur, flanquejat per dos de més petits. Venus està representada en forma de petxina, amb dos peixos entrellaçats, i els dos putti que la flanquegen porten cistells de fruites. La font cau en tres estanys successius, els dos superiors ornamentats en forma d'espuma, representant la sang d'Urà, la qual en fecundar l'espuma del mar va donar origen a Venus; l'estany inferior tanca el conjunt, amb unes motllures de formes barroques. Els quatre putti inferiors es troben flanquejant dues gerres, i porten igualment cistells amb fruites. Per a aquesta obra Otero va comptar amb la col·laboració de Miquel Paredes. Foneria: Gabriel Bechini (Barcelona). |      |
| Lleida                            | Joan Borrell          | Bronze                                                | 2,83 x 1,60 x 2,60  | Es troba sobre un pedestal al costat de la font anterior, encarada al Portal de l'Àngel. Aquest grup fou encarregat inicialment a Manuel Fuxà, el qual el va elaborar en pedra, però després de la decisió que totes les obres de la plaça fossin en bronze va caldre repetir-lo i, al contrari del que va passar amb el grup de Tarragona, encarregat al mateix artista, en aquest cas es va canviar d'artífex, i fou adjudicat a Borrell; l'obra de Fuxà va acabar a l'Avinguda Diagonal, enfront del Palau Reial de Pedralbes. Aquest grup és una al·legoria de Lleida, format per dues dones dempeus, una d'elles amb un nen adormit als peus, i l'altra asseguda, amb dos nens a la falda. Les figures no tenen vinculació iconogràfica amb el tema representat, pel que sembla que en rebre l'encàrrec l'artista va presentar un projecte anterior. Foneria: Codina Hermanos (Madrid). |      |
| Dona amb imatge de la Mare de Déu | Enric Monjo           | Bronze                                                | 2,30 x 0,95 x 0,50  | Es troba al pilar que mira al Besòs del costat mar de la plaça. Coneguda també com Pomona, aquesta obra representa una dona d'aspecte clàssic, vestida amb una túnica cenyida al cos i amb el cabell trenat, la qual sosté en una mà una imatge de la Mare de Déu, de la qual no s'identifica una advocació concreta. Especialitzat en imatgeria religiosa, Monjo donà a aquesta imatge un tractament academicista, en què l'actitud de contrapposto de la figura recorda l'estatuària clàssica grega. Al pedestal hi figura l'escut de Girona. Foneria: Codina Hermanos (Madrid). |      |
| L'Esperit popular                 | Jaume Otero           | Bronze                                                | 2,15 x 1 x 0,40     | Ubicada al mateix pilar que l'anterior, representa una dona amb el braç dret aixecat sostenint una corona de llorer, mentre que amb la mà esquerra s'aguanta la túnica per la cintura. Tot i que pel títol sembla tractar-se d'una al·legoria, la iconografia és confusa. L'estilització de la figura i una certa artificiositat donen a aquesta obra un aire proper a l'art déco. A la seva base es mostra l'escut de Barcelona. Foneria: Gabriel Bechini (Barcelona). |      |
| Pastor de l'àliga                 | Pau Gargallo          | Bronze                                                | 2,70 x 0,98 x 0,50  | Es troba a la pilastra que mira al Llobregat del costat de mar de la plaça. Com a l'altra obra que té aquest artista a la terrassa superior de la plaça, es tracta d'un pastor, que amb el braç aixecat s'enfronta a una àliga que amenaça un xai situat als seus peus. El tractament donat a la figura segueix els cànons clàssics, tot i que s'hi albira un tractament formal una mica més avantguardista, no endebades en aquella època Gargallo seguia una línia més propera al cubisme. A la part inferior hi figura l'escut de Tarragona. Foneria: Codina Hermanos (Madrid). |      |
| Pomona                            | Enric Monjo           | Bronze                                                | 2,22 x 1,10 x 0,80  | Situada a la mateixa ubicació que l'anterior, és una personificació de la deessa romana Pomona, titular dels fruits i els jardins. Així, és una figura femenina vestida amb túnica que sosté a la seva esquena un rast de fruites. Les formes robustes de la figura són plenament noucentistes, tot i que el decorativisme del conjunt s'apropa a l'estil art déco. En un esborrany previ de Monjo aquesta figura estava anomenada El pla del Llobregat. Acompanya a la figura l'escut de Lleida. |      |
| Saviesa                           | Miquel Oslé           | Bronze                                                | 3,20 x 1,56 x 2,90  | Aquest grup es troba al costat de mar, enfront de les Rambles, flanquejant La deessa de Clarà juntament amb l'al·legoria del Treball del germà de Miquel, Llucià. L'obra és una al·legoria de la Saviesa, formada per una figura femenina que representa la deessa d'aquesta qualitat, Minerva, vestida amb túnica i una ègida sobre el pit, i que porta un casc a la mà dreta, mentre que amb l'esquerra subjecta les brides d'un cavall encabritat, el qual aixeca les seves potes per a aixafar una serp, símbol de la ignorància. Foneria: Mir y Ferrero (Madrid). |      |
| La deessa                         | Josep Clarà           | Marbre                                                | 1,45 x 0,65 x 0,82  | També coneguda com a L'enigma, aquesta obra es troba a un estany encarat cap a les Rambles, i va ser un encàrrec directe a l'autor aliè al concurs del 1927. De fet, l'obra es va executar sobre un model original del 1911. Col·locada a la plaça el setembre del 1928, en tractar-se d'un nu va rebre fortes crítiques per part de sectors moralistes, cosa que feu que als tres dies fos retirada; malgrat tot, fou reinstal·lada el 19 de maig de 1929, un dia abans de la inauguració de l'Exposició Internacional, i ja s'hi va quedar definitivament. La figura representa una dona nua asseguda, amb una cama amb el genoll doblegat recolzat al terra i l'altra cama també doblegada i aixecada cap al pit, mentre que al genoll d'aquesta cama s'hi recolza el braç esquerre, la mà del qual es col·loca a l'espatlla i sobre aquesta la dona hi recolza el cap. L'expressió facial és introspectiva, de meditació o dubte, d'aquí el sobrenom de l'«enigma». L'anatomia de la figura és rotunda, sensual, en plena consonància amb el mediterraneisme noucentista de moda a l'època. És l'obra mestra de Clarà, i amb el temps s'ha convertit en un dels símbols representatius de Barcelona. El 1982 aquesta obra fou traslladada al vestíbul de la Casa de la Ciutat de Barcelona, i substituïda per una còpia elaborada per Ricard Sala. El 1991 es va col·locar al costat d'aquesta estàtua el Monument a Francesc Macià de Josep Maria Subirachs. |      |
| Treball                           | Llucià Oslé           | Bronze                                                | 3,45 x 1,25 x 3,70  | Situada mirant cap a les Rambles i flanquejant La deessa juntament amb l'al·legoria de la Saviesa, aquesta obra de Llucià Oslé presenta, com la del seu germà Miquel, un grup format per un cavall i una figura humana, en aquest cas un obrer nu amb un martell a la mà. Els germans Oslé estaven en aquesta època propers al realisme social, amb obres on sovint els obrers eren els protagonistes. Solien treballar junts, pel què molts cops les seves obres són de difícil atribució a un o altre. Foneria: Mir y Ferrero (Madrid). |      |
| Emporion                          | Frederic Marès        | Bronze                                                | 2,47 x 1,10 x 0,50  | Obra situada en una fornícula al pilar que mira cap al mar del costat Llobregat de la plaça. Es tracta d'una al·legoria de la ciutat grega Emporion (Empúries), representada per una dona vestida amb una túnica cenyida que deixa un pit al descobert, i que amb el braç esquerre sosté un càntir. Marès fou un dels pocs escultors que es va cenyir a l'objectiu inicial de dedicar les escultures de la plaça a localitats catalanes. Al pedestal hi figura l'escut de Girona. |      |
| Pescador                          | Josep Tenas           | Bronze                                                | 2,30 x 1,30 x 0,50  | Ubicada a un nínxol del pilar anterior, representa un pescador semi-nú que transporta un baiard amb peixos a la seva esquena, mentre que als seus peus es troba un peix semblant a un dofí. La pesca fou històricament una de les activitats bàsiques de l'economia catalana, un dels leitmotiv de la plaça, al temps que entroncava amb el tema mediterrani tan del gust del noucentisme. La figura és sòbria i rotunda, a l'estil de les obres de Tenas, que tenia una forta influència de l'escultor francès Antoine Bourdelle. Conté l'escut de Barcelona. Foneria: Tanagra-M. Gimeno (Blanes). |      |
| Montseny                          | Jaume Duran           | Bronze                                                | 2,80 x 0,90 x 0,50  | Situada al pilar que mira a muntanya del costat Llobregat de la plaça, és de nou una al·legoria territorial, en aquest cas al massís del Montseny. Malgrat això, la figura no sembla tenir cap vinculació amb aquesta representació, ja que es tracta d'una jove vestida amb camisa i falda llarga —una modernitat que desentona amb l'aire clàssic de la majoria de figures de la plaça—, que sosté amb la mà dreta una branca i amb l'esquerra un vel sobre el cap. Sota la figura està l'escut de Tarragona. Foneria: Codina Hermanos (Madrid). |      |
| Dona                              | Joan Borrell          | Bronze                                                | 2,23 x 0,85 x 0,55  | Aquesta figura forma parella amb l'anterior. Es tracta d'una dona vestida amb túnica i amb la cara de perfil —l'única a la plaça—, fet pel qual se li aprecia millor el pentinat, un trenat clàssic. De la seva anatomia en destaca la robustesa de les cames, un traç formal de l'obra de Borrell. La posició de la figura recorda la de la Venus Púdica, tot i que aquest tipus de representació sol tractar-se d'un nu, que no és aquí el cas. L'estil de l'obra oscil·la entre el classicisme i l'art déco. Presenta l'escut de Lleida. Foneria: Mir y Ferrero (Madrid). |      |
| Girona                            | Antoni Parera         | Bronze                                                | 2,92 x 1,72 x 3,85  | Aquest grup sobre pedestal es troba encarat cap a la Ronda de la Universitat, tancant el cicle escultòric de la plaça. És una al·legoria de Girona, la quarta de les províncies catalanes representades a la plaça. En aquest cas està simbolitzada per una al·legoria agrícola, representada per un bou amb dues dones a un costat, una asseguda i l'altra dempeus subjectant un cistell amb productes agrícoles; i un home i una dona a l'altre costat, la figura femenina asseguda i la masculina dempeus. Totes les figures estan nues, el que remarca el classicisme de l'escena. Foneria: Gabriel Bechini (Barcelona). |      |
| Monument a Francesc Macià         | Josep Maria Subirachs | Travertí, formigó, ferro i bronze                     | 9,11 x 3,66 x 7,95  | Instal·lat el 1991, aquest monument ha sigut l'última escultura en ser col·locada a la plaça fins a l'actualitat. Es troba encarat cap a la Rambla, al costat de La deessa de Clarà. En honor del president de la Generalitat Francesc Macià, Subirachs va concebre l'obra com una evocació dels diversos símbols identitaris de Catalunya: el pedestal, realitzat en travertí amb una successió de blocs de pedra en trencajunt, representa la història de Catalunya; la part superior, executada en formigó, té forma d'escala invertida, de la qual els tres primers esglaons, encaixats al pedestal, representen els tres anys de govern de Macià al front de la Generalitat, mentre que la resta, que finalitzen de forma abrupta i inacabada, simbolitzen el futur del país, que es va construint dia a dia, esglaó a esglaó; així mateix, al pedestal hi figuren diverses inscripcions realitzades en forma de graffiti, amb noms, dates i llocs relacionats amb el polític català, mentre que a la seva part superior hi ha en grans lletres la inscripció Catalunya a Francesc Macià. A la part posterior es mostra l'escut de Catalunya, realitzat en ferro, i s'hi veu gravada una frase del president dirigida als diputats catalans el 1932. Enfront del cos del monument hi ha de manera separada un monòlit amb el bust del president Macià, realitzat en bronze, una rèplica del retrat que li va fer Josep Clarà el 1932. Subirachs va voler donar-li un aire realista, que contrasta amb la quasi abstracció de la resta del monument, per a tenir un nexe d'unió amb l'estil noucentista de la resta de la plaça. Foneria: Parellada (Lliçà d'Amunt). |      |